# Таласни фронт
У оптици, таласни фронт је део електромагнетног поља светлости за који је дужина оптичког пута од тачкастог извора из ког потиче једнака. У начелу, то значи да су све тачке таласног фронта у истој фази (ово опште правило не важи за неке посебне случајеве, као што је ласерски сноп). Као такав, оптички таласни фронт може да се замисли као површина чији облик је одређен разликама у дужини физичког (стварног) пута таласа који га сачињавају.

## Таласни фронт тачкастог извора светлости
Пошто светлосни таласи, као и електромагнетни таласи уопште, настају избацивањем вишка енергије нестабилних електрона у атомском електронском овоју, основни извор светлости је атом или, практично говорећи, тачка.
 Слика десно приказује тачкасти извор светлости у уједначеној проводној оптичкој средини. Горе је приказано ширење светлосних таласа гледано под правим углом на раван простирања. У средини је приказано простирање таласа гледано са стране, дуж једне линије простирања (црвена линија на горњој слици), и доле је тродимензионални приказ тачкастог извора и сферних таласних фронтова који се шире у простор (напомена: тродимензионални приказ, ради јасноће, има већу таласну дужину, односно већи размак између таласних фронтова у истој фази). 
Тачке таласа које су на истој удаљености од извора су у истој фази. Замишљена површина састављена од ових тачака представља таласни фронт. У овом случају - т.ј. у случају тачкастог извора светлости у уједначеној оптичкој средини - таласни фронт је испупченог сферног облика. Мали део овог сферног таласног фронта на врло великој удаљености од извора - као што је случај са небеским телима посматраним са Земље, пре уласка светлости у Земљину атмосферу - је практично равна површина. Облик таласног фронта се мења у зависности од облика и својстава оптичких средина на његовом путу. 

## Таласни фронт и оптички зраци
Као што слика горе показује, оптички зраци су праве линије нормалне на површину таласног фронта који ствара тачкасти извор светлости. По Малус-Дупаовој (Malus-Dupin) теорији, зраци остају нормални у односу на таласни фронт после неограниченог броја преламања и одбијања на оптичким површинама. 
Слика десно приказује таласне фронтове и зраке пре и после проласка кроз сабирно сочиво (линије таласног фронта и поредбених сфера су продужене изван излазног оптичког отвора да би се јасније показао облик таласног фронта, који у односу на поредбену сферу Гаусове жиже има већу дубину сразмерно чиниоцу који се повећава са четвртим степеном висине тачке у излазном отвору). Кад је облик таласног фронта сферан, сви зраци се секу у истој тачки, у центру закривљености сфере (горе). Кад облик таласног фронта одступа од сферног, зраци се више или мање разилазе и заједничка жижа више не постоји (доле). Ово геометријско разилажење зрака указује на то да ни светлосни таласи не стижу сви у истој фази у средишњу тачку, т.ј. да је енергија слике тачке расута, и ниво каквоће оптичке слике снижен.
Пошто је површина таласног фронта дефинисана дужином оптичког пута зрака, и један и други појам су геометријске категорије. Разлика је, међутим, у томе да таласни фронт - тачније, његово одступање од савршеног сферног облика - непосредно одређује фазу таласа који крећу са његове површине и срећу се у слици тачке. Тиме је таласни фронт повезан са физичком оптиком, за разлику од оптичких зрака који имају само геометријска својства, невезана са таласном природом светлости.
Геометријска теорија светлости претпоставља да се светлост шири у виду оптичких зрака, т.ј. дуж правих линија са почетком у тачкастом извору. Ширење зрака се одвија у складу са три закона: законом правог кретања, законом преламања светлости, и законом одбијања светлости.
У основи, то значи да је путања зрака у оптички уједначеној (у погледу индекса преламања) средини увек права линија, а до промене смера зрака долази у граничној тачки између две проводне средине са различитим индексом преламања - ако се облик површине средине у коју таласни фронт улази разликује од облика таласног фронта - или у тачки огледала на путањи зрака. У првом случају ради се о преламању (рефракцији), а у другом о одбијању (рефлексији) светлости.

### Дужина оптичког пута
Дужина оптичког пута мери се дуж путање зрака, и једнака је збиру производа физичког пута зрака и индекса преламања за сваку оптичку средину кроз коју је светлост прошла:
```
                         

  

    

      

        

          
P

          

            
o

          

        

        
=

        
∑

        

          

            
n

            

              
i

            

          

          

            
L

            

              
i

            

          

        

      

    

    
{\displaystyle P_{o}=\sum {n_{i}L_{i}}}

  

       (1)   
```

где је n индекс преламања или индекс одбијања светлости, а L је физичка дужина путање зрака кроз дату оптичку средину, а i је редни број за сваку од средина кроз које светлост пролази. У случају одбијања светлости, индекс мења знак, али се такође мења знак физичког пута, јер се мења смер простирања светлости, тако да се претходне и потоње оптичке дужине пута додају.
Уколико се физички пут различитих зрака у датој оптичкој средини, услед облика оптичке површине, разликује, тачке таласа у истој фази ће променити међусобни положај у простору, тј. таласни фронт ће или променити смер простирања, или облик (уз напомену да је промена облика такође вид промене смера простирања у ком је промена смера различита за различите делове таласног фронта).

## Промена облика таласног фронта
Изворни облик таласног фронта који ствара тачкасти извор светлости је испупчен (у правцу кретања) сферни, који на великим удаљеностима од извора за површину отвора оптичког склопа практично постаје раван. Да би створио слику тачке, т.ј. оптичку слику предмета, оптички склоп мора да промени облик таласног фронта у сферни удубљени.
Било какво одступање од сферног облика таласног фронта који ствара слику у оптичком склопу - тј. оптичке аберације - снижава ниво каквоће оптичке слике.
 Слика десно приказује примере промене смера и облика таласног фронта. Лево је призма која не мења облик таласног фронта, само његов правац кретања. Промена је проузрокована разликом у дужини физичког пута тачака таласног фронта са истом дужином оптичког пута, т.ј. са истом фазом. 
Пошто се светлост кроз средину са већим индексом преламања креће спорије (брзина светлости у датој средини је обрнуто сразмерна индексу преламања, што значи да је брзина светлости у вакууму - практично, и у ваздуху - према брзини светлости у тој средини једнака индексу преламања), тачке таласног фронта са краћим путем кроз спорију средину су после проласка таласног фронта кроз њу померене унапред у односу на тачке таласног фронта са дужим путем кроз ту средину.
Пошто су ове тачке после проласка кроз призму промениле свој међусобни положај, више нема зрачења у фази у првобитном правцу кретања таласног фронта (мада, на основу Хајгенсовог принципа, таласи настављају да се простиру и у том правцу). Нови правац простирања таласног фронта је одређен новим међусобним положајем тачака таласног фронта после проласка кроз призму, тим што таласи који се простиру у том правцу остају у фази, т.ј. стварају нови таласни фронт. 
Непосредно везано за промену правца таласног фронта је преламање и одбијање оптичких зрака, сагласно са Снеловим законом и Фермаовим принципом.
По истом принципу стварања разлике у физичком путу тачака таласног фронта, мења се облик таласног фронта по проласку кроз сабирно сочиво (десно горе), и услед одбијања од површине удубљеног огледала (десно доле). У случају приказаног равног улазног таласног фронта, и сочиво и огледало стварају слику на удаљености једнакој њиховој жижној даљини, с тим што је она за сочиво три пута дужа од његовог полупречника закривљености, а у случају огледала два пута краћа. Уколико су површине сферне, таласни фронт ни у једном ни у другом случају није сферног облика, а грешка таласног фронта у оба случаја је сферна аберација. Облик грешке таласног фронта мења се у зависности од његовог улазног облика и угла са једне, и од облика и својстава оптичких елемената са друге стране.

## Графичко представљање таласног фронта
Таласни фронт у излазном оптичком отвору је приближно сферног облика, али су размере његовог одступања од сфере врло мале, чак и када је грешка, према оптичким мерилима, врло велика. Из овог разлога, у било којој практичној скали величине цртежа таласног фронта, он би се поклапао са поредбеном сфером.
Због тога, таласни фронт се графички не представља непосредно, него као одступање од поредбене сфере. Ово одступање, дато у малим јединицама - обично у таласној дужини светлости, у микронима, или у нанометрима - може се произвољно увећати, приказујући графички особине и ниво каквоће таласног фронта. По правилу, поредбена сфера је представљена као права линија.
Одступање таласног фронта може се представити на три начина: као пресек дуж одређеног меридијана, као мапа одступања за целу површину таласног фронта, и као тродимензионални приказ одступања. 
Који од ова три облика представљања одступања таласног фронта од поредбене сфере је најпогоднији зависи од особина таласног фронта и оквира у ком се разматра. У случају радијално симетричног одступања (на пример, сферна аберацја или дефокус), једноставан пресек одступања по произвољном меридијану таласног фронта даје све потребне податке о његовим геометријским својствима. У случају асиметричних облика одступања, за то је неопходна мапа, или тродимензионални приказ таласног фронта. У начелу, мапа даје тачнију слику, али тродимензионални приказ је непосреднији.
 Слика десно показује ова три облика представљања одступања таласног фронта за примарну сферну аберацију, кому астигматизам, у најбољој жижи. Испрекидана сива линија на приказу пресека означава линију спољног обода површине која садржи одступања таласног фронта у свакој његовој тачки. Заједно са линијом пресека, она ствара контуру целе ове површине како би изгледала гледана са стране.

## Грешка таласног фронта
Грешка таласног фронта светлости је одступање његове површине од површине савршене поредбене сфере. Ова грешка се по правилу утврђује у излазном отвору оптичког склопа, а савршена поредбена сфера је сфера која садржи излазни оптички отвор, са центром закривљености у тачки жиже. Грешка таласног фронта може бити последица већег броја чинилаца, од својстава оптичких површина и њиховог неправилног положаја, до температурне неуједначености ваздуха кроз који се светлост (т.ј. таласни фронт) креће. 
Значај грешке таласног фронта је у томе што је она непосредно повезана са фазом у којој таласи светлости са таласног фронта стижу у жижу. Фаза сваког појединачног таласа са целе површине таласног фронта одређује допринос енергије од стране тог таласа у свакој тачки слике, а збирни допринос свих таласа одређује распоред енергије у физичкој слици тачке, т.ј. каквоћу оптичке слике. То чини таласни фронт средством за утврђивање особина физичке, т.ј. стварне слике коју ствара оптички склоп.
Уобичајено је да се грешка таласног фронта назива "разликом у оптичком путу" (енг. optical path difference, OPD). Овај назив може изгледа противречан самој дефиницији таласног фронта, по којој он представља површину сачињену од тачака на истој оптичкој удаљености од извора. Међутим, овај назив се не односи на оптички пут од извора до таласног фронта, него на оптички пут од таласног фронта до жиже, где је разлика у оптичком путу у односу на сферу чији се центар закривљености поклапа са жижом, а тачка пресека са оптичком осом са средишњом тачком таласног фронта (т.ј. у односу на савршену поредбену сферу).
Грешка таласног фронта се изражава или у дужинским јединицама (милиметар, микрометар, нанометар), или у јединици изабране таласне дужине светлости. 
Два основна вида у којима се изражава грешка таласног фронта су врх-дно грешка (енг. peak-to-valley) и РМС (енг. root mean square) грешка. Прва је збир највећих одступања таласног фронта са обе стране савршене поредбене сфере, а друга је врста статистичког просека (стандардна девијација) грешке таласног фронта за целу његову површину.

### Узроци грешке таласног фронта
Одступање облика таласног фронта у излазном отвору оптичког склопа од савршене поредбене сфере је последица својстава свих оптичких средина кроз које је таласни фронт прошао на путу од извора до слике, укључујући ваздух. Ова својства, као узроци грешке, могу се сврстати у неколико главних група, као што показује следећа табела:
| УЗРОК ГРЕШКЕ ТАЛАСНОГ ФРОНТА                      | ВРСТА ГРЕШКЕ (АБЕРАЦИЈЕ)                                                               |
| ------------------------------------------------- | -------------------------------------------------------------------------------------- |
| (1) Својства савршених коничних површина          | класичне аберације (сферна, кома-аберација, астигматизам)                              |
| (2) Грешка положаја елемената оптичког склопа     | класичне аберације                                                                     |
| (3) Неуједначеност проводног оптичког материјала  | местимична изобличења таласног фронта                                                  |
| (4) Производне грешке оптичких површина           | класичне аберације, местимична изобличења таласног фронта, "храпавост" таласног фронта |
| (5) Механичка изобличења оптичке површине         | астигматизам, местимична изобличења таласног фронта                                    |
| (6) Температурна изобличења оптичке површине      | сферна аберација, местимична изобличења таласног фронта                                |
| (7) Оптичка грешка ваздуха унутар оптичког склопа | насумична местимична изобличења таласног фронта                                        |
| (8) Оптичка грешка ваздуха изван оптичког склопа  | насумична промена храпавости и нагиба таласног фронта                                  |

Свака од ових група се може поделити на мање подгрупе. 

### Врх-дно грешка таласног фронта
Врх-дно (В-Д) грешка таласног фронта је збир највећих одступања таласног фронта са обе стране поредбене сфере. Обично се изражава у јединици таласне дужине светлости λ. Највеће одступање је често на ивици таласног фронта, као у примеру на слици десно (примарна кома), али може бити на било ком његовом делу. Такође, одступање може бити само са једне стране поредбене сфере, као у случају сферне аберације. 
Графички приказ грешке таласног фронта је по правилу у односу на поредбену сферу као праву линију. Према томе, графички приказ грешке таласног фронта не представља сам таласни фронт, него разлику (оптичког пута) између таласног фронта и поредбене сфере у равни излазног отвора оптичког склопа. Знак грешке је позитиван ако одступање таласног фронта увећава дужину оптичког пута у односу на пут од поредбене сфере, и негативан у супротном.
Због своје једноставности, ово мерило грешке таласног фронта је у врло широкој употреби. Међутим, изузев ако је познат облик целог таласног фронта, величина највећег одступања је од мало користи, јер оно што је битно за каквоћу слике тачке је колики део таласног фронта је изобличен. Другим речима, велика В-Д грешка уз мали део таласног фронта погођен изобличењем, неће имати знатних последица по каквоћу слике. За дату В-Д грешку, последице ће бити то веће што је већи део таласног фронта изобличен.

#### В-Д грешка таласног фронта и В-Д грешка оптичке површине
Један од уобичајених узрока грешке таласног фронта су производне грешке оптичких површина. У начелу, грешка оптичке површине ће се одразити у таласном фронту у сразмери са чиниоцем n-1, где је n индекс преламања или индекс одбијања светлости. То значи да ће, на пример, грешка оптичке површине сочива од стакла са индексом n=1.5 бити два пута мања, док ће грешка оптичке површине огледала бити два пута већа у таласном фронту (пошто је индекс одбијања супротног знака од смера простирања светлости пре одбијања, т.ј. -1).
Ово опште правило, међутим, важи само за грешке које захватају сразмерно мали део површине таласног фронта. У случају грешака које захватају већи део, или целу површину, ово правило важи само за упоредну сферу са центром закривљености у Гаусовој жижи. Разлог томе је да је ће таласном фронту ком је због грешке оптичке површине промењен облик у већем делу, или преко целе површине, нека друга поредбена сфера - т.ј. нека друга жижна тачка - боље пристајати, и одступање таласног фронта од те сфере, т.ј. за њену жижу, ће бити мање. Сфера у односу на коју је грешка таласног фронта најмања, назива се најбоља поредбена сфера.
На пример, да удубљено огледало не би имало сферну аберацију у слици врло удаљене тачке, његов облик мора да буде параболичан. Уколико је његов облик незнатно другачији, рецимо хиперболичан или елипсоидан, са највећим одступањем од параболичног облика једнаком таласној дужини светлости λ, одговарајућа В-Д грешка таласног фронта је 2λ у односу на поредбену сферу са центром у Гаусовој жижи (т.ј. у тачки фокуса средишњих зрака), али само λ/2 у односу на најбољу поредбену сферу, чији центар закривљености је у средини између жиже средишњих и жиже ивичних зрака.
Такође, у случају великог упадног угла светлости, грешка таласног фронта у односу на грешку оптичке површине је у начелу мања у случају огледала, а већа у случају сочива, него за светлост са малим упадним углом (ово се односи на грешке које покривају сразмерно малу површину таласног фронта). 

#### В-Д грешка таласног фронта за класичне аберације
Грешка таласног фронта за аберације коничних површина (т.ј. површина насталим обртањем конусних пресека око средишње осе) изражава се једначином у којој се грешка даје као функција координата у излазном отвору оптичког склопа и коефицијента аберације. Ови изрази су најједноставнији за класичне аберације, сферну, кому и астигматизам.
За сваку од ових аберација В-Д грешка се мења са изабраном жижом, т.ј. са одговарајућом поредбеном сфером чији је центар закривљености у тој жижи. Класичне аберације, као најстарији облик примарних аберација, представљају величину аберације у тачки Гаусове жиже, т.ј. тачки пресека средишњих зрака. Меродавнија је, међутим, тачка у којој је В-Д грешка најмања, тзв. тачка најбоље жиже (енг. best focus), у којој се одређују примарне аберације најбоље жиже.
```
                               СФЕРНА АБЕРАЦИЈА:
```

```
                     - 
примарна(Гаусова жижа)
: 

  

    

      

        
W

        
=

        
S

        

          
ρ

          

            
4

          

        

      

    

    
{\displaystyle W=S\rho ^{4}}

  

```

где је W В-Д грешка у мерној јединици у којој је дат пуни аберациони коефицијент S, а ρ је висина тачке у оптичком отвору дуж јединичног полупречника отвора (0≥ρ≤1). 
```
                   - 
примарна најбоље жиже
: 

  

    

      

        
W

        
=

        
S

        
(

        

          
ρ

          

            
4

          

        

        
−

        

          
ρ

          

            
2

          

        

        
)

      

    

    
{\displaystyle W=S(\rho ^{4}-\rho ^{2})}

  

```

Пуни аберациони коефицијент за примарну сферну аберацију S=sd4, где је s основни аберациони коефицијент, чији облик се мења у зависности од својстава оптичке површине или елемента и од удаљености предмета (т.ј. од степена закривљености улазног таласног фронта), а d је полупречник кружног оптичког отвора. Најједноставнији је за удубљено огледало и удаљен предмет, у ком случају је дат као:
```
                               

  

    

      

        
s

        
=

        
n

        

          

            

              
K

              
+

              
1

            

            

              
4

              

                
R

                

                  
3

                

              

            

          

        

      

    

    
{\displaystyle s=n{\frac {K+1}{4R^{3}}}}

  

```

где је n индекс одбијања (у већини оптичких конвенција једнак -1 за светлост чији је улазни смер слева надесно, и 1 за обрнути смер), K конична константа, а R полупречник закривљености огледала.
На пример, за сферно огледало (K=0) пречника 200мм и полупречника закривљености R=-2000, уз n=-1 основни коефицијент с=0,00000000003125. Са d=100мм, пуни коефицијент, једнак В-Д грешци таласног фронта у Гаусовом фокусу, је S=0,003125мм, или 5,68λ за таласну дужину λ=0.00055мм. У најбољем фокусу, В-Д грешка је четири пута мања, или 1,42λ.
```
                                      КОМА:
```

```
                 - 
примарна (Гаусова жижа)
: 

  

    

      

        
W

        
=

        
2

        
C

        

          
ρ

          

            
3

          

        

        
c

        
o

        
s

        
θ

      

    

    
{\displaystyle W=2C\rho ^{3}cos\theta }

  

```

```
                - 
примарна најбоље жиже
: 

  

    

      

        
W

        
=

        
2

        
C

        
(

        

          
ρ

          

            
3

          

        

        
−

        

          

            

              
2

              
ρ

            

            
3

          

        

        
)

        
c

        
o

        
s

        
θ

      

    

    
{\displaystyle W=2C(\rho ^{3}-{\frac {2\rho }{3}})cos\theta }

  

```

где је C пуни коефицијент аберације за примарну кому, C=cαd3, c је основни аберациони коефицијент за примарну кому, α је угао упадних зрака (т.ј. угао поља слике), a θ је угао тачке у излазном отвору оптичког склопа. Слично основном коефицијенту сферне аберације, најједноставнији облик основног коефицијента коме је за удубљено огледало и врло удаљен предмет, c=1/R2. 
```
                                  АСТИГМАТИЗАМ:
```

```
            - 
примарни (жижа доосних зрака)
: 

  

    

      

        
W

        
=

        
A

        

          
ρ

          

            
2

          

        

        
c

        
o

        

          
s

          

            
2

          

        

        
θ

      

    

    
{\displaystyle W=A\rho ^{2}cos^{2}\theta }

  

```

```
            - 
примарни најбоље жиже
: 

  

    

      

        
W

        
=

        
2

        
A

        

          
ρ

          

            
2

          

        

        
(

        
c

        
o

        

          
s

          

            
2

          

        

        
θ

        
−

        
0

        
,

        
5

        
)

      

    

    
{\displaystyle W=2A\rho ^{2}(cos^{2}\theta -0,5)}

  

```

где је А пун аберациони коефицијент за примарни астигматизам, који је одређен основним коефицијентом астигматизма а и полупречником кружног оптичког отвора d као А=аα2d2. Основни аберациони коефицијент за удубљено огледало је 1/R, а за танко сочиво 1/2ƒ - где је ƒ жижна даљина сочива - у оба случаја независно од даљине предмета. 
Изрази за основне аберационе коефицијенте коме и астигматизма за улазни отвор на оптичкој површини.
 Слика десно показује ове три аберације као пресек одступања од поредбене сфере дуж осе аберације, и као мапу целог таласног фронта (за осу аберације θ=0, тако да се израз за грешку таласног фронта за кому и астигматизам своди на чинилац висине тачке у оптичком отвору ρ). В-Д грешка је мања за примарну аберацију најбоље жиже четири пута у случају сферне аберације и три пута у случају коме, док је у случају астигматизма В-Д грешка за најбољу жижу једнака грешци у Гаусовој жижи, али је РМС грешка, због другачијег облика одступања таласног фронта, мања у најбољој жижи.

### РМС грешка таласног фронта
РМС грешка таласног фронта изражава статистички упросечено одступање од поредбене сфере за целу његову површину. Као и В-Д грешка, обично се изражава у јединици таласне дужине светлости λ. Тако изражена, оба мерила су непосредно повезана са фазном грешком у радијанима кроз Φ=2πТ (фазна грешка за дату дужину) и φ=2πω (стандардна грешка фазе за целу површину таласног фронта), где је Т В-Д, а ω је РМС грешка таласног фронта. 
За разлику од В-Д грешке, где одговарајућа фаза нема значаја за ниво каквоће оптичке слике, у случају РМС грешке, која изражава упросечену грешку за целу површину таласног фронта, одговарајућа фазна грешка је непосредно повезана са распоредом енергије у слици тачке, и тиме са нивоом оптичке каквоће слике. 
Као таква, РМС грешка се користи, између осталог, за израчунавање приближне вредности Стрел рациа, једног од основних показатеља нивоа каквоће оптичке слике.
РМС је скраћеница за root mean square, кратак израз који описује начин на који се ова вредност добија. Она је квадратни корен разлике између просека квадрираних разлика таласног фронта у односу на поредбену сферу и квадрата просечног одступања, за велики број тачака које покривају целу површину таласног фронта:
```
         

  

    

      

        
ω

        
=

        

          

            
<

            
(

            
G

            
−

            
<

            
G

            
>

            

              
)

              

                
2

              

            

            
>

          

        

        
=

        

          

            
<

            

              
G

              

                
2

              

            

            
>

            
−

            
<

            
G

            

              
>

              

                
2

              

            

          

        

      

    

    
{\displaystyle \omega ={\sqrt {<(G-<G>)^{2}>}}={\sqrt {<G^{2}>-<G>^{2}}}}

  

```

где је G грешка таласног фронта, а величина у загради <...> означава просечну вредност.
Као једноставан пример, за само три вредности одступања, 0,5, 0,2 и 0,1, просек њихових квадрата је <G2>=0.1, квадрат њиховог просека је <G>2=0,071, и РМС грешка је ω=(0,1-0,071)1/2=0,17.
У ширем оквиру, РМС грешка је оно што је у статистици познато као стандардна девијација: вредност дата као квадратни корен варијансе, дефинисане као просек квадрата разлика појединачних одступања од просечног одступања. За исте три вредности одступања, просек је (0,5+0,2+0,1)/3=0,2667, варијанса је [(0,5-0,2667)2+(0,2-0,2667)2+(0,1-0,2667)2)]/3=0,02889, и стандардна девијација - или РМС грешка - је 0,028891/2=0,17.
Као бројчана вредност, РМС грешка таласног фронта је увек мања од В-Д грешке. У случају аберација коничних површина, као и за било коју аберацију чији је облик одступања сталан, постоји сталан однос између В-Д и РМС грешке. За примарне аберације најбоље жиже, на пример, однос В-Д према РМС грешци дат је са 1.5√5, 321/2 и 241/2, за сферну аберацију, кому и астигматизам, у истом редоследу.

## Таласни фронт и физичка слика тачке
У сагласности са Хајгенсовим принципом, свака тачка таласног фронта шаље таласе - тзв. Хајгенсове таласе - у простор испред себе. Оштрина слике тачке зависи од тога колико се дужине пута ових таласа до жиже, т.ј. њихове фазе у тачки жиже, разликују. Пошто је дужина пута сваког појединог зрака одређена обликом таласног фронта, постоји непосредна веза између таласног фронта и распореда енергије у физичкој слици тачке, т.ј. каквоће оптичке слике.
Као такав, таласни фронт је основа дифракционог интеграла, на основу кога се одређују физичка својства оптичке слике.
 Слика десно приказује како промена облика таласног фронта мења дужину пута таласа који са њега стижу у тачку жиже (С0), као и у произвољну тачку у равни слике (С1). Приказана је примарна сферна аберација (негативна), у којој се таласни фронт према ивици закривљује јаче од поредбене сфере за Гаусову жижу (С0). Услед тога, зрак из ове тачке (3) пресеца оптичку осу у тачки испред Гаусове жиже, а пут таласа са ивице таласног фронта до Гаусове жиже (2) је краћи од пута главног таласа који пролази кроз средиште оптичког отвора (Т0), као и од пута свих осталих таласа, изузев ивичних. То значи да се сад таласи у средишњој тачки више не срећу у фази, као у случају савршеног таласног фронта (r0, 1 и сви остали зраци), због чега је ниво енергије у овој тачки снижен.
У произвољној спољној тачки поља слике дужина пута таласа се разликује и у случају савршеног таласног фронта (зрак 4 и Г1), због чега је енергија у спољним тачкама поља, као што приложена физичка слика тачке за савршен таласни фронт показује, увек нижа него у средишту. Услед промене облика таласног фронта, мења се и фаза таласа у овој тачки, а с тим и ниво енергије, који може бити нижи или виши него за савршени таласни фронт. 
У начелу, смањење нивоа енергије у средишњем делу слике, у сагласности са законом очувања енергије, доводи до повећања нивоа енергије у спољним деловима слике тачке и пада нивоа каквоће оптичке слике.